# Świątynia Węży
Świątynia Węży (malajski Tokong Ular, chiń. 蛇庙; pinyin Shé Miào) – buddyjska świątynia znajdująca się w mieście Bayan Lepas w południowej części wyspy Penang, w stanie Penang, w zachodniej Malezji.
Świątynia stanowi jedną z atrakcji turystycznych stanu Padang. Najbardziej znana jest z faktu bycia zamieszkiwaną przez liczne gatunki węży, skąd wzięła też swoją nazwę.

## Charakterystyka

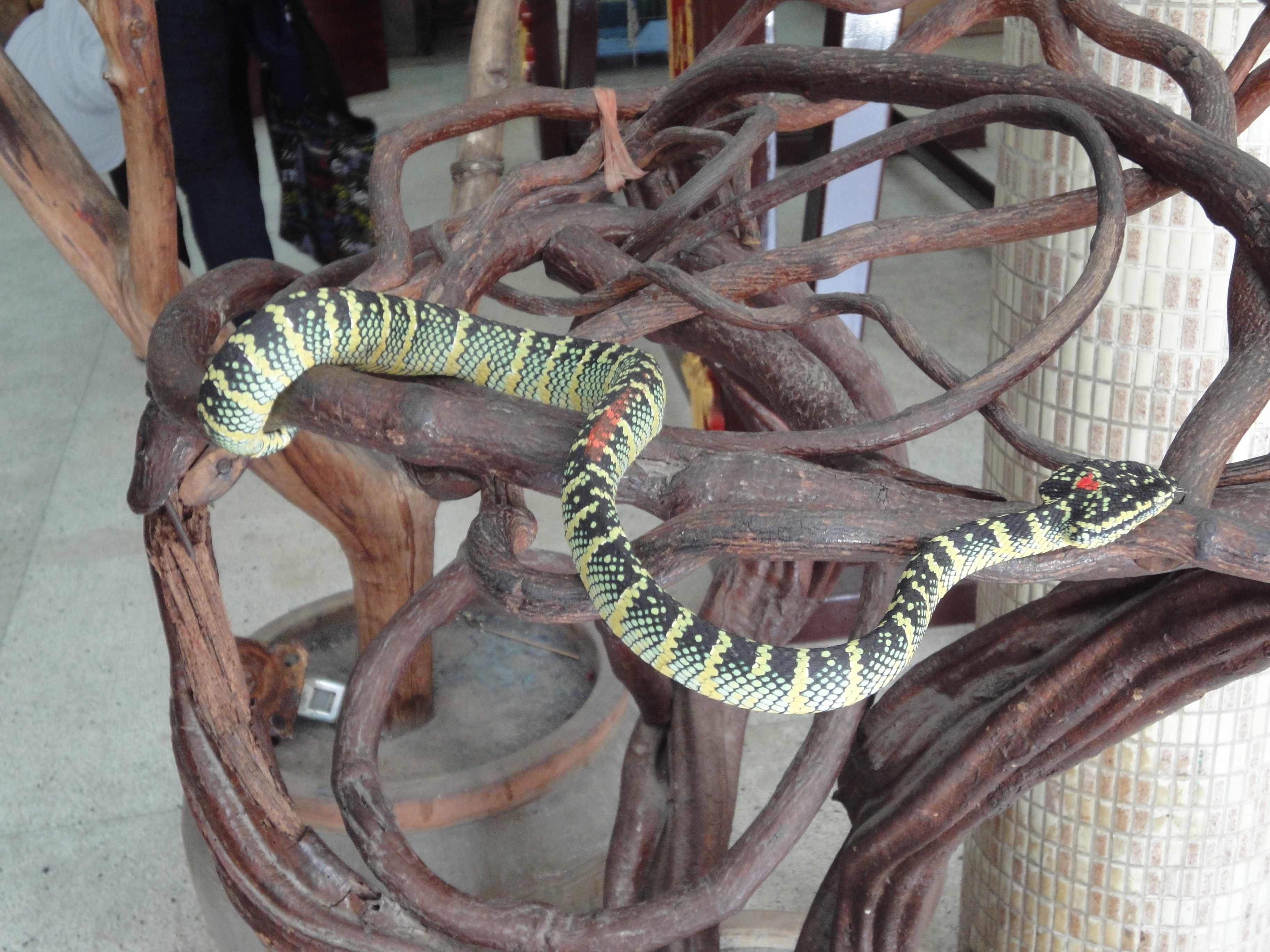
Wąż zamieszkujący Świątynię Węży (2012)

Świątynia Węży w Bayan Lepas została wzniesiona w 1850 roku dla upamiętnienia żyjącego w XI wieku deifikowanego buddyjskiego mnicha Chor Soo Konga (chiń. 祖師公; pe̍h-ōe-jī Chó͘-su-kong), znanego również jako Mistrz Qingshui (chiń. 清水; pinyin Qīngshuǐ), który podczas swojego życia wsławił się licznymi dobrymi uczynkami. Według legendy mnich nie tylko opiekował się chorymi ludźmi, ale także wężami, dając im pokarm i schronienie. Gdy w połowie XIX wieku ukończono budowę poświęconej mu świątyni, węże z okolicy same miały do niej przypełznąć, a miejscowi mnisi zapewnili im schronienie, zamiast usuwać je z terenu budowli. Dlatego też z czasem świątynia – pierwotnie nazywana Świątynią Lazurowej Chmury – zyskała nazwę Świątyni Węży.
Węże zamieszkujące świątynię (zarówno jej wnętrze, jak i zewnętrzne dziedzińce) należą głównie do gatunku Tropidolaemus wagleri (trwożnica Waglera) z podrodziny grzechotnikowatych. Są one jadowite, ale uchodzą za oswojonych „gospodarzy” tego miejsca. Mają one mieć rzekomo usunięte gruczoły jadowe, bądź dym z palących się w świątyni kadzideł ma działać na nie odurzająco i paraliżująco. Mimo to na terenie obiektu znajdują się ostrzeżenia dla wiernych i turystów, aby nie drażnić i nie dotykać tych zwierząt.
Na terenie świątyni znajdują się również obiekty historyczne, takie jak dwie XIX-wieczne ceglane studnie czy dwa wielkie mosiężne dzwony odlane w 1886 roku. Przy obiekcie działa również prywatna farma węży.
Świątynia Węży znajduje się niedaleko międzynarodowego portu lotniczego Penang, dworca autobusowego oraz centrum handlowego. Tysiące wyznawców buddyzmu z Malezji, Tajlandii i Indonezji odwiedza świątynię w dniu urodzin Chor Soo Konga, które obchodzone są trzy razy w roku – w szósty dzień pierwszego, szóstego i jedenastego miesiąca według kalendarza chińskiego. Najbardziej huczne są obchody przypadające tuż po Chińskim Nowym Roku, podczas których odbywa się rytuał obserwacji ognia mający charakter przepowiedni na nadchodzący rok.

## Galeria

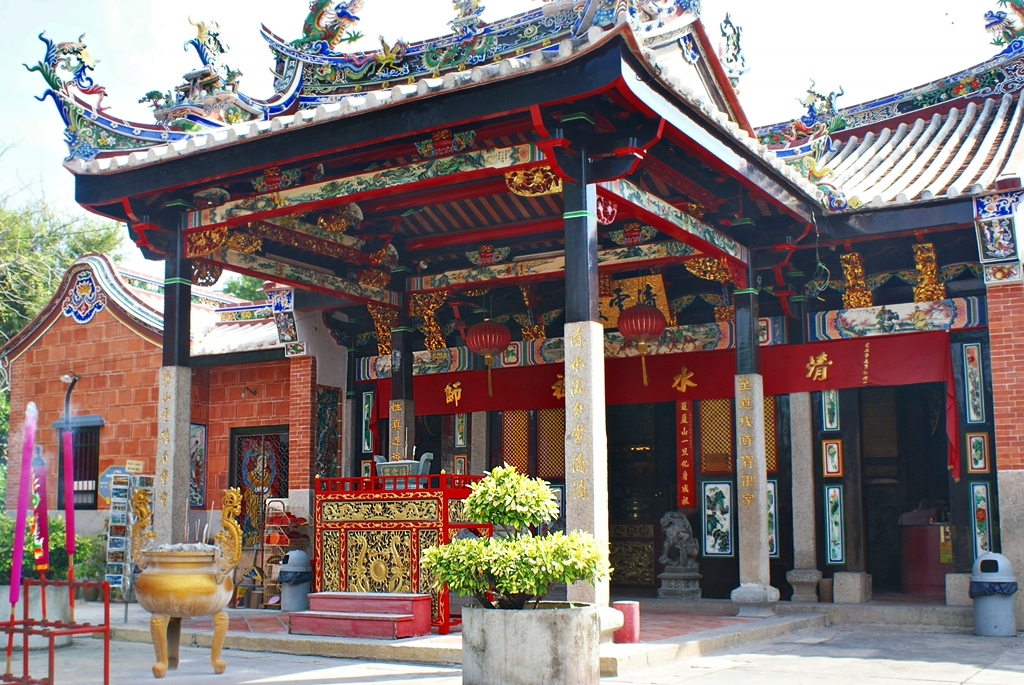
Wejście na teren świątyni (2009)
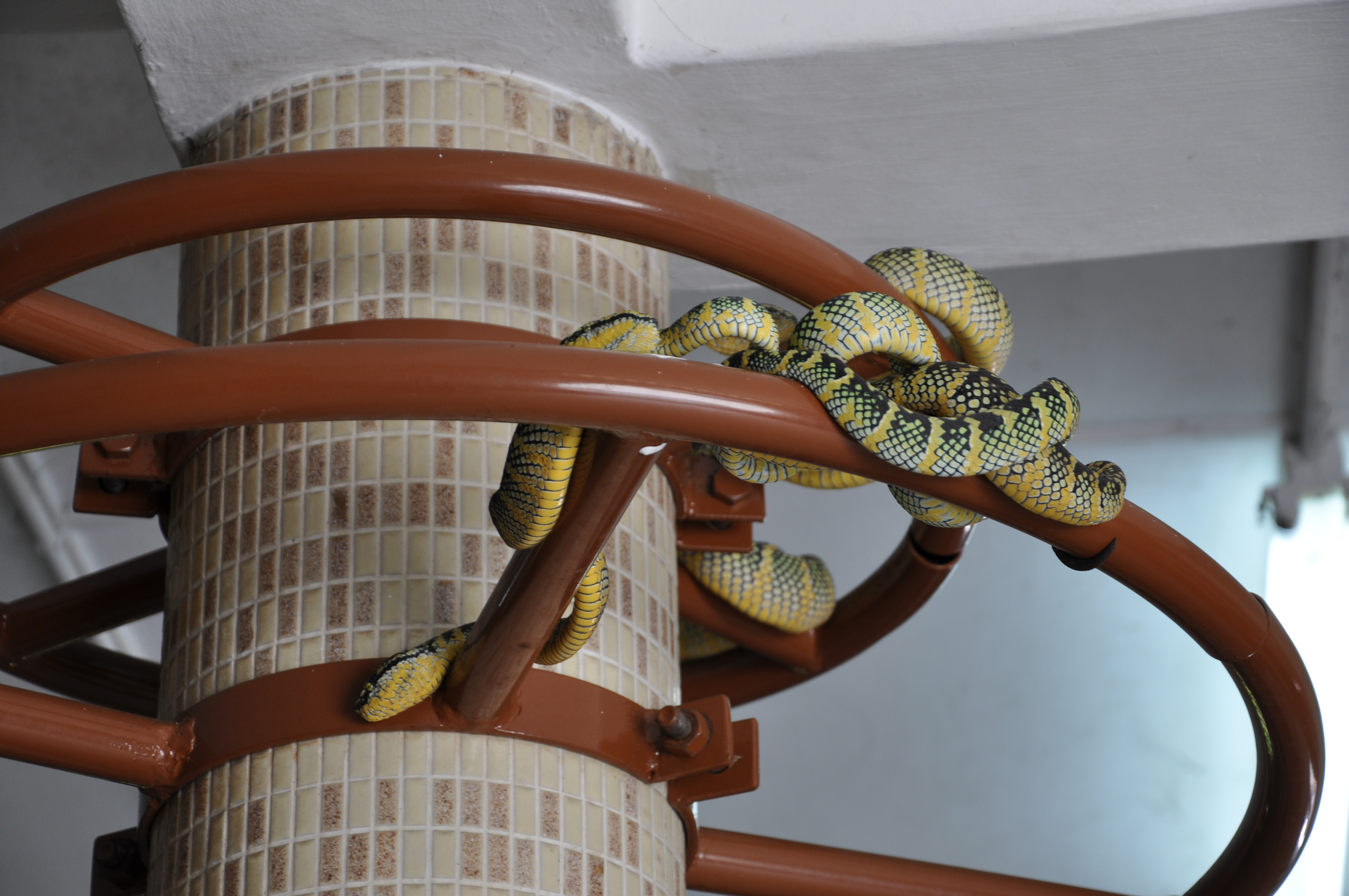
Wąż Tropidolaemus wagleri pod sufitem świątyni (2013)
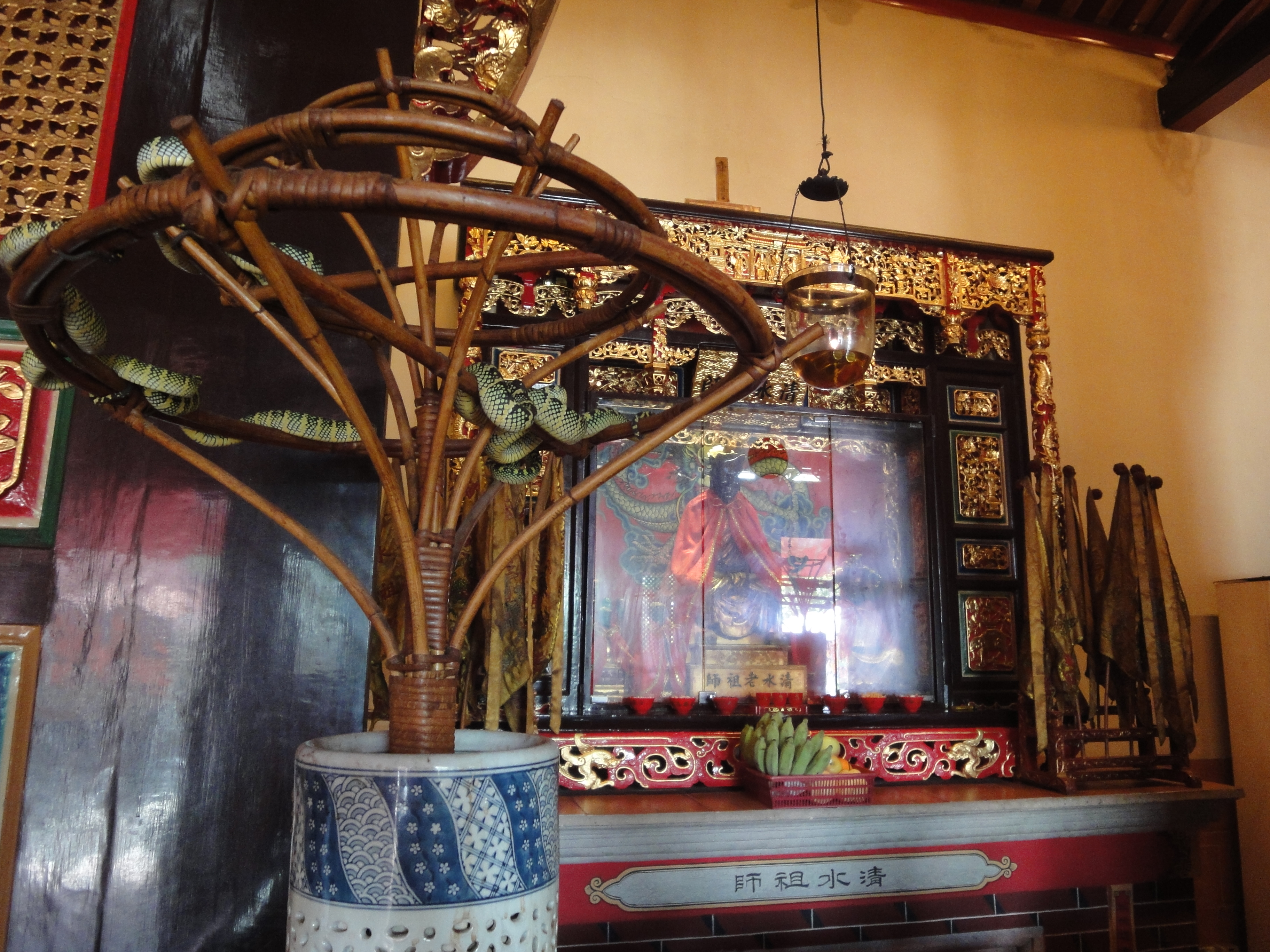
Wąż koło ołtarza (2013)
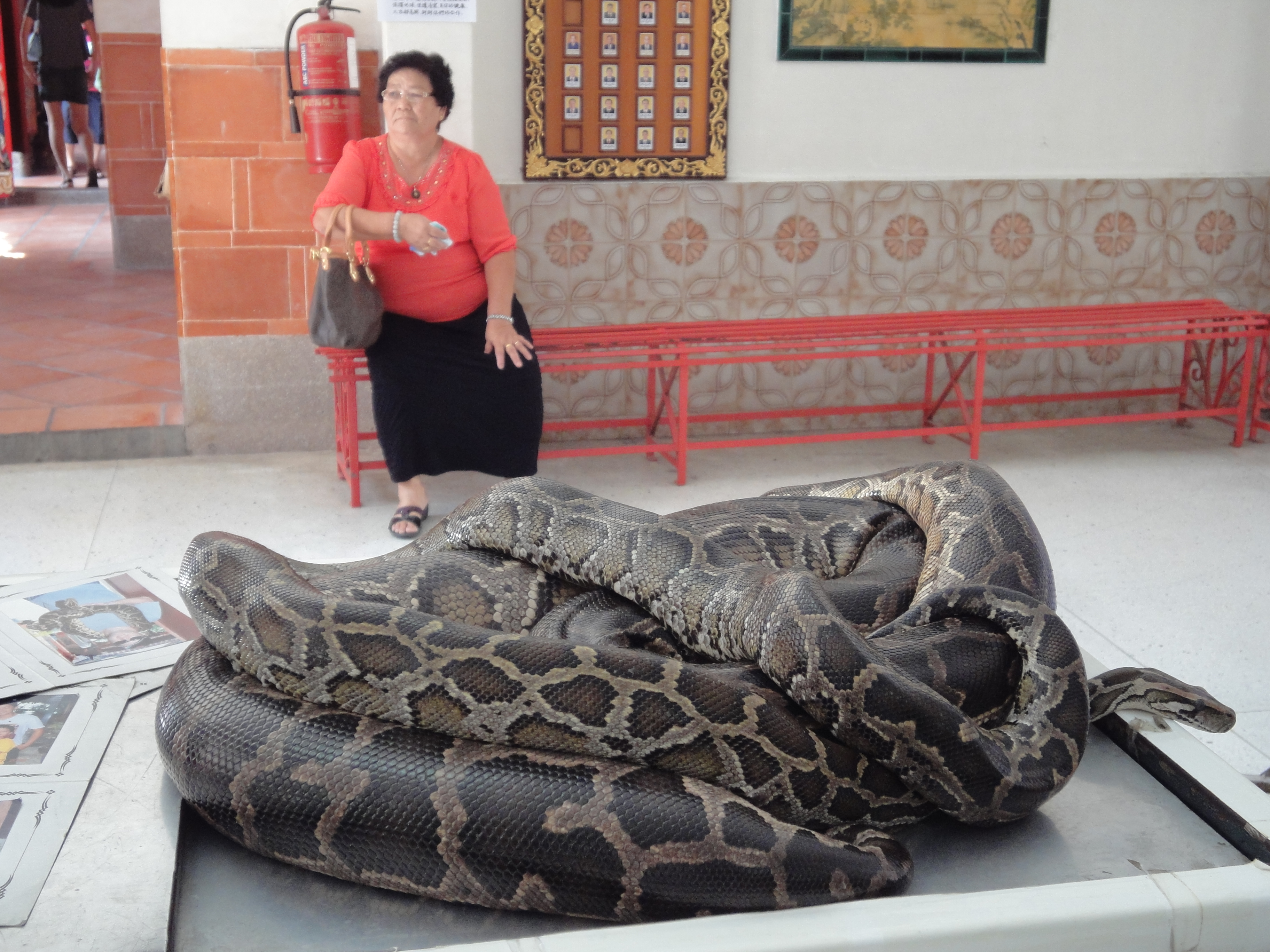
Pyton zamieszkujący świątynię (2012)
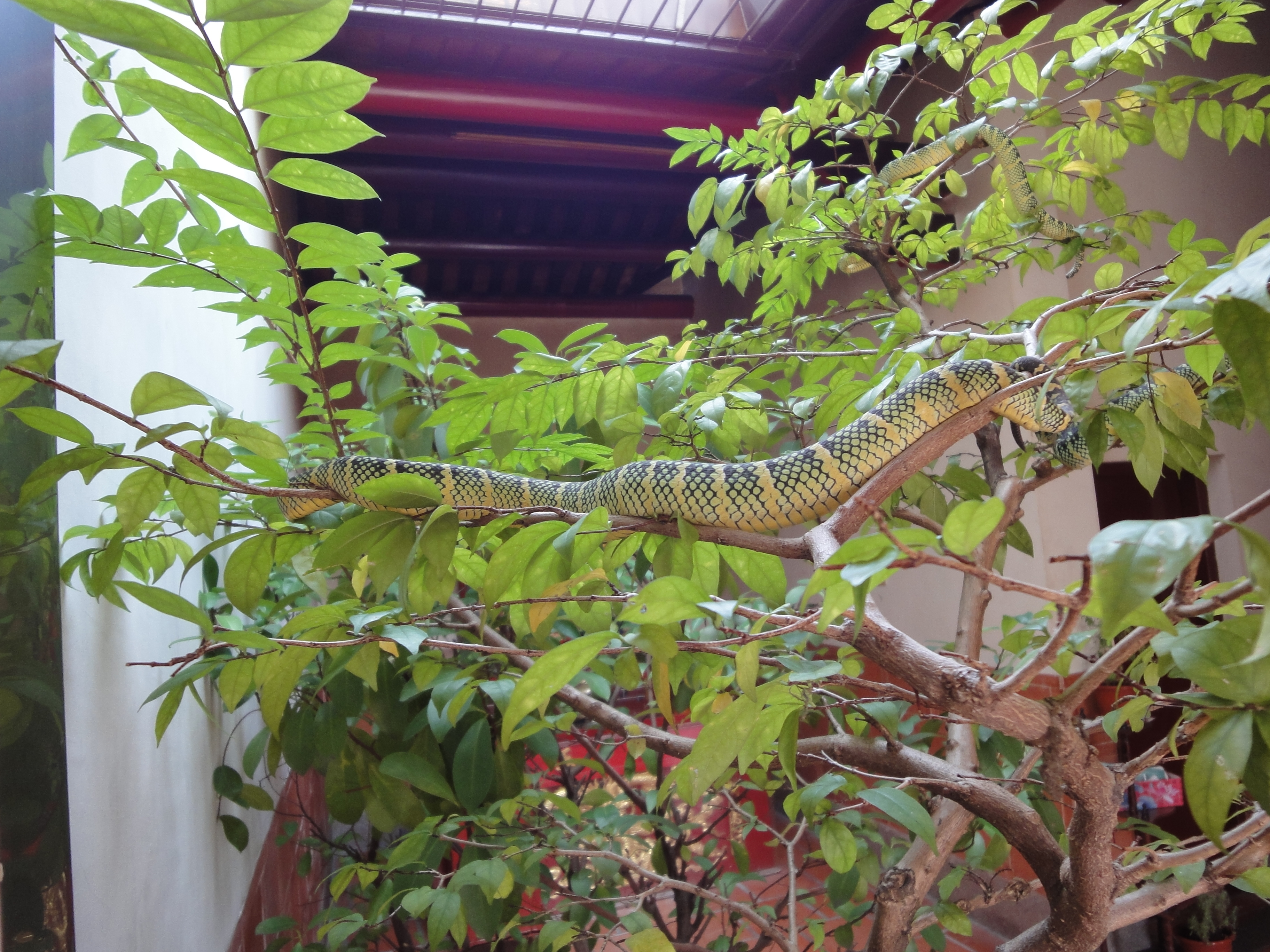
Wąż ukryty wśród roślinności (2012)
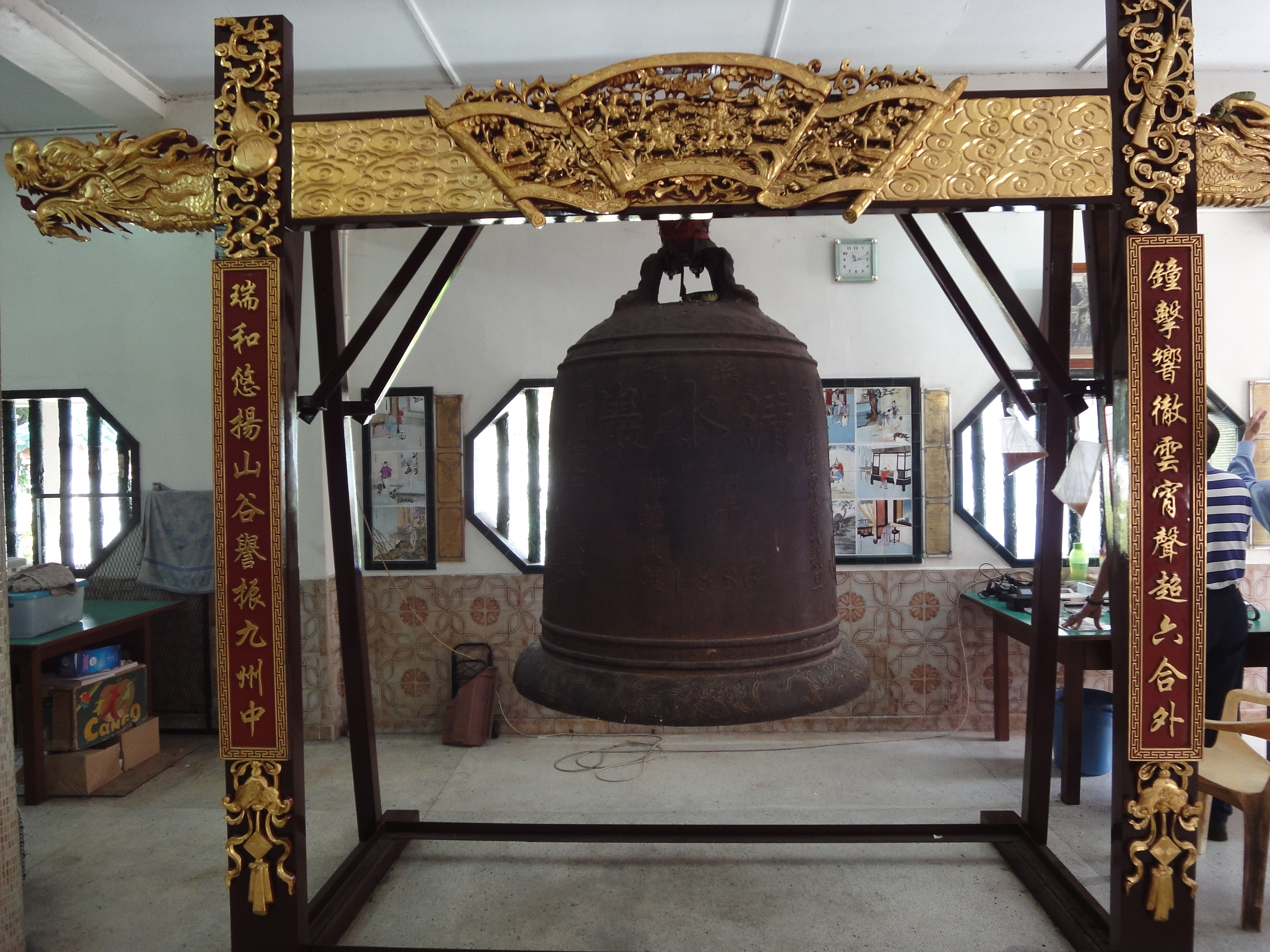
Mosiężny dzwon na terenie świątyni (2012)